# 內塞爾鎮區 (明尼蘇達州奇薩戈縣)
內塞爾鎮區（英語：Nessel Township）是位於美國明尼蘇達州奇薩戈縣的一個行政鎮區。

## 地方資料
內塞爾鎮區的面積為110.60平方千米，當中陸地面積為93.80平方千米，而水域面積為13.80平方千米。根據2020年美國人口普查的數據，當地共有人口1907人，而人口密度為每平方千米17.24人。